# AIM-95 Agile

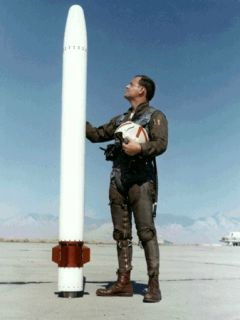
Der AIM-95-Prototyp

Die von Hughes im Jahr 1968 entwickelte AIM-95 Agile war eine Kurzstrecken-Luft-Luft-Rakete, die die AIM-9 Sidewinder ersetzen sollte. Das Programm wurde ursprünglich von der US Navy initiiert. Später kam die US Air Force hinzu, da deren AIM-82-Programm beendet werden musste.
Die Rakete verfügte über einen Infrarotsuchkopf und einen Feststoff-Raketenmotor. Es wurden einige Exemplare gebaut, die zu Flugtests eingesetzt wurden. 1975 wurde das Programm eingestellt, da es zu teuer wurde. Stattdessen wurde entschieden, die AIM-9 weiter zu verbessern.